# Clive (Iowa)
Clive – miasto w Stanach Zjednoczonych, w stanie Iowa, w hrabstwie Dallas i hrabstwie Polk.

## Demografia
W 2000 liczyło 14 062 mieszkańców. W 2023 liczba mieszkańców wzrosła do 19 005 osób, a gęstość zaludnienia przekroczyła 948 osób/km².